# كال فرنسيس
كال فرنسيس (بالإنجليزية: Cal Holman)‏ هو سياسي أمريكي، ولد في 30 مارس 1931 في توبيكا في الولايات المتحدة، وتوفي في 28 ديسمبر 2007 في سكوتسديل في الولايات المتحدة. حزبياً، نشط في الحزب الجمهوري. وقد انتخب عضو مجلس نواب أريزونا.